# Церква Різдва Пресвятої Богородиці (Дроздовичі)
Церква Різдва Пресвятої Богородиці у с. Дроздовичі — церква у селі Дроздовичі Старосамбірського району Львівської області України. Сучасна будівля церкви зведена у 1992 році, після того, як стара церква, яка мала статус пам'ятки архітектури місцевого значення (охоронний № 1512-м), згоріла.

## Історія
Перші документальні згадки про церкву в Дроздовичах датовані 1510 роком. У 1647 році польський король Владислав IV надав місцевій громаді ерекційний акт, тобто привілей на будівництво церкви, а 1661 року король Ян Казимир підтвердив його. Втім, дерев'яний храм у Дроздовичах звели лише 1695 року, коштом місцевої громади. На початку XIX століття в селі збудували нову дерев'яну церкву, за різними джерелами це сталося у 1805, 1816 або 1824 році. У 1927 році церкву відремонтували та відновили розписи. Перебувала в юрисдикції Нижанківського деканату Перемишльської єпархії. Станом на 1939 рік парафія нараховувала 630 осіб, настоятелем церкви був Іван Сендзік.
Після Другої світової війни, за радянської влади, церкву закрили, богослужіння відновили лише 1989 року. Церкву відновили та відреставрували розписи, також повернули церковні книги. 11 липня 1992 року стара дерев'яна церква згоріла вщент. На її місці дуже скоро звели нову, муровану церкву за проектом архітектора В. Луціва.

## Опис
Стара дерев'яна церква у Дроздовичах належала до вельми рідкісного на Львівщині латинізованого типу церков, будівництво яких в Україні ввів будівельний департамент уряду Австро-Угорської імперії. Будівля церкви була дводільною і складалася з прямокутної нави та прямокутної, але трохи вужчої вівтарної частини із двома прямокутними ризницями обабіч. Церква була безверха, наву вкривав двосхилий причілковий дах, на гребені якого стояла восьмерикова вежечка з маківкою, вівтарна частина була вкрита трисхилим дахом із нижчим гребенем. Стіни були шальовані вертикально дошками та лиштвами, і завершувалися великим профільованим карнизом. Підвалини церкви прикривало вузеньке піддашшя.